# Gielas czternastoplamek
Gielas czternastoplamek, biedronka czternastokropka (Calvia quatuordecimguttata) – gatunek chrząszcza z rodziny biedronkowatych. Występuje w Holarktyce.

## Taksonomia
Gatunek ten opisany został w 1758 roku przez Karola Linneusza w dziesiątej edycji Systema Naturae jako Coccinella 14-guttata. Z powodu szerokiego zasięgu występowania i dużego polimorfizmu w ubarwieniu doczekał się licznych synonimów – wiele jego form opisywanych było jako odrębne gatunki, podgatunki, odmiany i aberracje.

## Opis

### Owad dorosły
Chrząszcz o okrągławym, niezbyt mocno wypukłym ciele od 4 do 5,5 mm (według Bielawskiego od 4,5 do 6 mm) i szerokości od 3,2 do 4,5 mm. Ubarwienie wierzchu ciała bardzo zmienne, o tle ciemnym lub jasnym. Osobniki spotykane w Polsce mają ciało brunatnawe z białymi plamami na przedpleczu, a na każdej pokrywie jedną plamę przytarczkową i po trzy w drugim i trzecim szeregu.

### Larwa
Głowa z wyraźnymi szwami czołowymi. Aparat gębowy z żuwaczkami wyposażonymi w retynakulum, a u wierzchołka podzielonymi na dwa zęby. Terga śródtułowia i zatułowia z dwoma sklerytami. Odwłok o tergach od pierwszego do siódmego wyposażonych w coraz dłuższe senta grzbietowe; na tergach od czwartego do ósmego są one długie. Dziewiąty tergit odwłoka ma drobny, skierowany w tył wyrostek położony na tylnej krawędzi.

## Występowanie
Zasiedla tereny nizinne i niższe położenia górskie. Zimuje w ściółce, wśród mchów i opadłych liści. Pojawia się wczesną wiosną na krzewach i drzewach liściastych, również na kwitnących czeremchach i tarninach.
Występuje w Europie, północnej części Afryki, Azji, z wyjątkiem części południowej oraz prawie całej Ameryce Północnej.